# Villechien
Villechien ist eine Ortschaft und eine Commune déléguée in der französischen Gemeinde Mortain-Bocage mit 164 Einwohnern (Stand 2022) im Département Manche in der Region Normandie.  Die Einwohner werden Toutouvillois genannt.
Mit Wirkung vom 1. Januar 2016 wurden die früheren Gemeinden Bion, Mortain, Notre-Dame-du-Touchet, Saint-Jean-du-Corail und Villechien fusioniert und damit eine Commune nouvelle mit dem Namen Mortain-Bocage geschaffen. Die Gemeinde Villechien gehörte zum Arrondissement Avranches und zum Kanton Mortain.

## Geografie
Villechien liegt etwa 30 Kilometer ostsüdöstlich von Avranches.

## Sehenswürdigkeiten
- Kirche Saint-Hilaire aus dem 19. Jahrhundert
- Kapelle La Bizardière

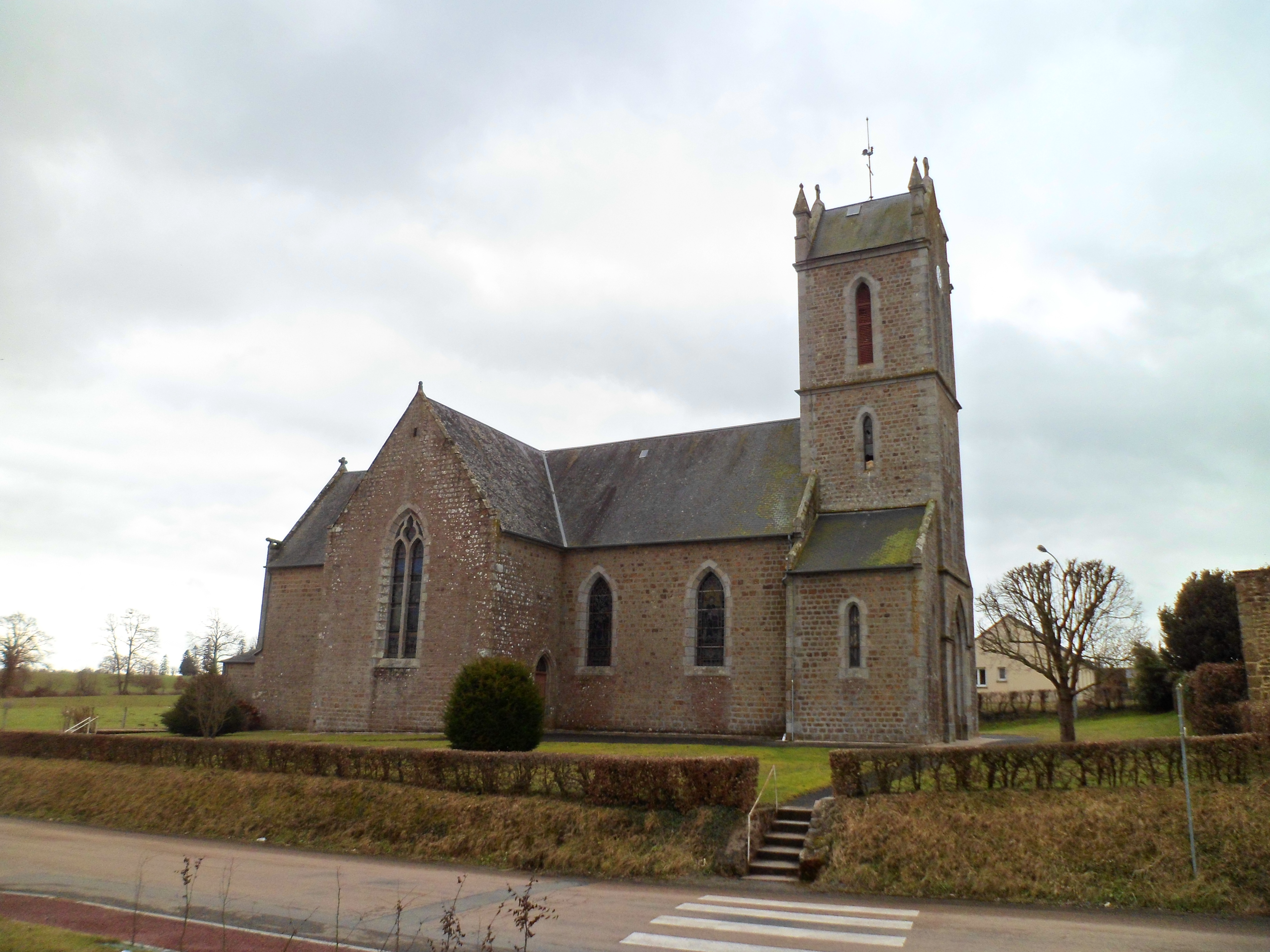
Kirche Saint-Hilaire
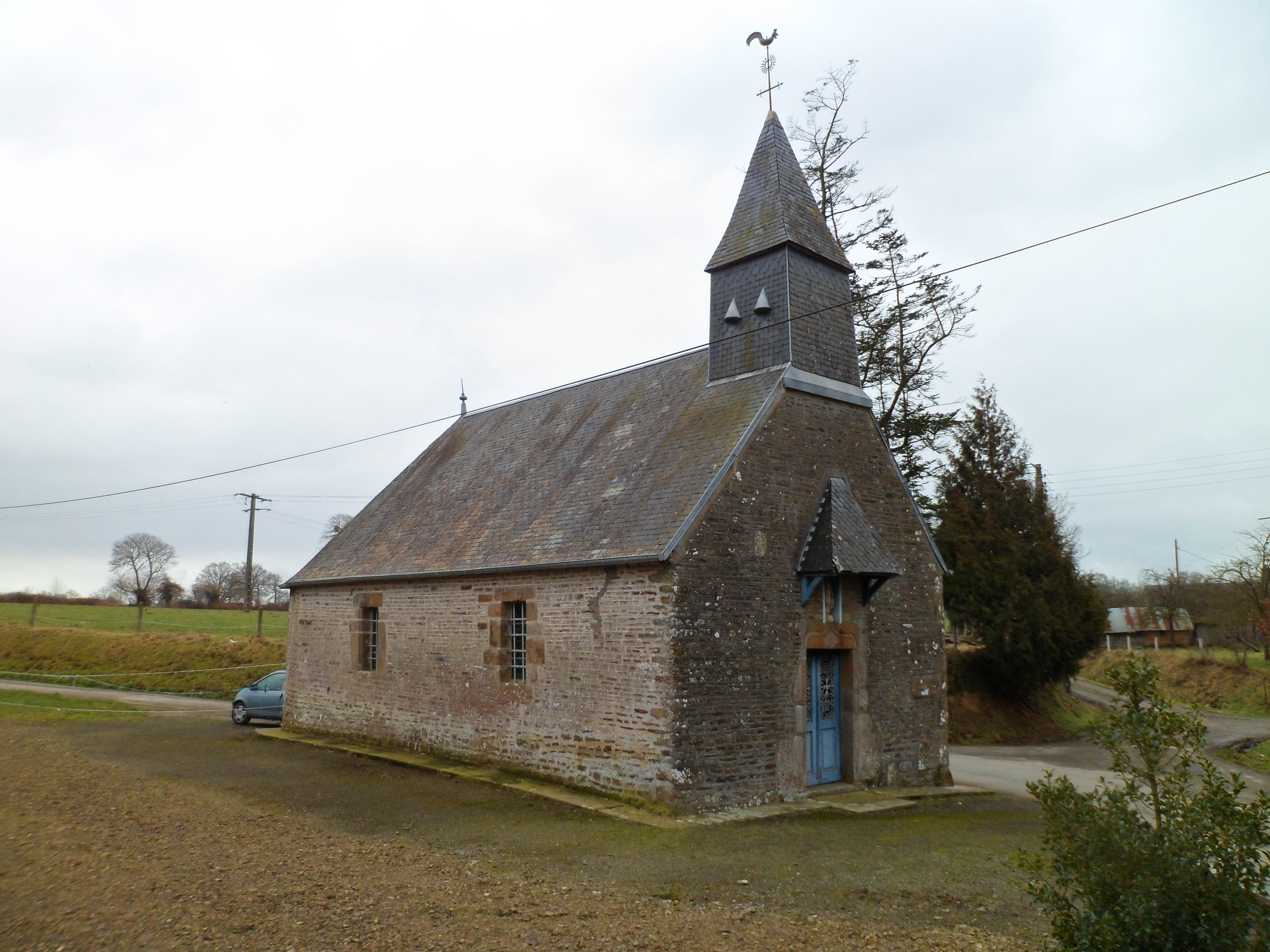
Kapelle La Bizardière